# هوف فان تفنته
هوف فان تفنته Hof van Twente  هي بلدية ومدينة بمقاطعة أوفرآيسل بهولندا.

## طوبوغرافيا
خريطة طوبوغرافية هولندية لبلدية هوف فان تفنته، يونيو 2014، (تقرأ بعد ثلاث نقرات على الخريطة).